# گوگول وی
گوگول وی (روسی: Гоголь. Вий) یک فیلم در ژانر فانتزی-ترسناک به کارگردانی اِگر بارانوف و محصول سال ۲۰۱۹ روسیه است. فیلم‌نامه این فیلم توسط آلکسی چپوف و ناتالیا مرکولاوا با الهام از آثار نیکلای گوگول به رشته تحریر درآمده است. این فیلم دنباله‌ای بر گوگول آغاز (۲۰۱۷) محسوب می‌شود.

## داستان
پس از وقایع نخستین فیلم، نیکلای گوگول پرونده‌ای را پیدا می‌کند: در میان وسایل شخصی یاکوف پتروویچ گورو یک فایل مخفی همراه با یادداشتی بر روی خود با عنوان: رمز و راز تولد - تاریک است؟ وجود داشت. پنج برادر گوگول هنگام تولد یا بلافاصله پس از زایمان جان خود را از دست دادند؛ بعدها، در تصورات نیکلای و خاطرات یاکیم (که جرأت نداشت حقیقت را به نجیب‌زاده نشان دهد)، واسیلی گوگول-یانوفسکی از روی ناامیدی پیشنهاد غریبه‌ای با یک باند روی صورتش را پذیرفت. غریبه وعده داده است که کودک زنده خواهد ماند، اما پرداخت برای این توافق با نیروهای خاصی همراه خواهد بود؛ واسیلی پاسخ می‌دهد که برای هر چیزی آماده است، فقط اینکه دیگر فرزندان خود را دفن نکند. هنگامی که نیکلای متولد می‌شود، غریبه نوزاد مرده را زنده می‌کند.

## بازیگران
- الکساندر پتروف - نیکلای واسیلیویچ گوگول
- یوگی استیچکین - رئیس اداره پلیس، الکساندر خارتوفوروا بنکا
- آرتیوم سوچکوو - اسکاره اسکار
- تایسیا ویلکووا - الیزاتا (لیزا) دانیشوسکایا
- جولیا فرانتز - دختر اوکسانا میلر
- جان تزاپنیک - دکتر پاتولوژیست لئوپولد لئوپولدوویچ بومگارت
- یوجین - خدمتکار گوگول یاکیم
- سرگئی بدویک - آهنگر وکولا
- آرتیوم تهچنکو - آلکسی دانشیوفسکی
- مارتا تیموفایوا - دختر متال وکولا واسینینا
- کریول پولوکین - باسواریوک جادوگر بوزرمان
- آلکسی ورتکوف - هوم بروتوس
- کسیانا رازینا - یولانا
- سوتلانا کیروا - خستینا
- والری ریبین - اسب سواری تیره
- والری اسکلیاروف - نیویورس مربی
- یولیا مارچنکو - ماریا گوگول-یانانوسکی مادری گوگل
- آندری آستراخانذف - پدر گوگول واسیلی گوگول-یانوفسکی
- انور لیبابوف - بی پروا